# Micropsectra hortensis
Micropsectra hortensis е насекомо от разред Двукрили (Diptera), семейство Хирономидни (Chironomidae). Този вид е ендемичен в Германия.